# Spoorlijn Palézieux - Kerzers
De spoorlijn Palézieux - Kerzers ook wel Broye longitudinale genoemd is een enkelsporig Zwitserse lokaalspoorlijn die langs het riviertje Broye de verbinding vormt tussen de kantons Vaud en Fribourg.

## Geschiedenis
Het traject van Murten naar Kerzers werd op 12 juni 1876 geopend en het traject van Palézieux via Payerne naar Murten werd op 25 augustus 1876 geopend werden gebouwd door de Suisse Occidentale.

## Traject
Het traject van Palézieux naar Kerzers loopt in noordelijke richting parallel aan het riviertje Broye tot de Murtensee (Lac de Morat). Be hellingen in het begin van het traject zijn tot 19‰ en een tunnel met een lengte van 424 meter.

## Kerzers
Bahnmuseum Kerzers/Kallnach is een particuliere verzameling railvoertuigen in de buurt van het station Kerzers. Op dit moment is het museum gesloten in verband met een verhuizing naar Kallnach.

## Elektrische tractie
Het traject tussen Murten en Muntelier werd ten behoeve van de FMA tussen 23 juni 1903 en 12 augustus 1947 geëlektrificeerd met een spanning van tussen 750 en 900 volt gelijkstroom door middel van een stroomrail.
Het traject werd tussen 1944 en 1947 geëlektrificeerd met een spanning van 15.000 volt 16 2/3 Hz wisselstroom.